# 대화가 필요한 개냥
《대화가 필요한 개냥》은 2017년 9월 15일부터 2018년 1월 10일까지 방송된 개와 고양이를 소재로 하는 동물 전문 예능 프로그램이다.

## 기획 의도
반려동물 1천만 시대를 맞아, 우리들과 함께하는 반려동물의 심리를 파악하는 반려동물 심리예능 프로그램.

## 방송 시간
| 방송 기간                          | 방송 시간        |
| ---------------------------------- | ---------------- |
| 2017년 9월 15일 ~ 2017년 11월 3일  | 금요일 저녁 8:20 |
| 2017년 11월 15일 ~ 2018년 1월 10일 | 수요일 저녁 8:10 |

## 게스트
- 이수경
- 이혜정
- 도끼
- 딘딘
- 선우용여
- 경리
- 김완선
- 서유리
- 유재환
- 윤은혜
- 타이거 JK
- 윤미래
- 남태현
- 이소연
- 이정신
- 박인비
- 엄현경

## 전문가
- 나응식
- 설채현

## 시청률
| 회차                                                       | 방송일자         | AGB 시청률 | TNmS 시청률 |
| ---------------------------------------------------------- | ---------------- | ---------- | ----------- |
| 1회                                                        | 2017년 9월 15일  | 2.184%     | 2.0%        |
| 2회                                                        | 2017년 9월 22일  | 1.922%     | 1.8%        |
| 3회                                                        | 2017년 9월 29일  | 1.887%     | 1.5%        |
| 4회                                                        | 2017년 10월 6일  | 1.719%     | 1.3%        |
| 5회                                                        | 2017년 10월 13일 | 1.713%     | 1.7%        |
| 6회                                                        | 2017년 10월 20일 | 1.431%     | 1.1%        |
| 7회                                                        | 2017년 10월 27일 | 1.622%     | 1.5%        |
| 8회                                                        | 2017년 11월 3일  | 1.271%     | 1.4%        |
| 2017년 11월 15일 자로 수요일 저녁 8시 10분으로 시간대 변경 |                  |            |             |
| 9회                                                        | 2017년 11월 15일 | 1.227%     | 0.9%        |
| 10회                                                       | 2017년 11월 22일 | 1.013%     | 1.2%        |
| 11회                                                       | 2017년 11월 29일 | 0.892%     | 1.1%        |
| 12회                                                       | 2017년 12월 6일  | 1.002%     | 0.8%        |
| 13회                                                       | 2017년 12월 13일 | 1.548%     | 1.3%        |
| 14회                                                       | 2017년 12월 20일 | 1.810%     | 1.4%        |
| 15회                                                       | 2017년 12월 27일 | 1.937%     | 1.8%        |
| 16회                                                       | 2018년 1월 3일   | 1.929%     | 1.8%        |
| 17회                                                       | 2018년 1월 10일  | 1.584%     | 1.9%        |

## 같이 보기
- 우리말 겨루기 (KBS 교양운영팀 제작)
- 가족오락관, 상상오락관, 옥탑방의 문제아들 (KBS 예능운영팀 제작)
- 동물의 왕국, 동물의 세계, 동물극장 단짝 (KBS 1TV)
- 주주클럽, 슈퍼독, 단짝, 은밀하고 위대한 동물의 사생활, 개는 훌륭하다, 나는 아픈 개와 산다, 펫 비타민 (KBS 2TV)
- 동물일기, 야옹멍멍 귀여워, 세상에 나쁜 개는 없다, 고양이를 부탁해, 아기 동물 귀여워, 펫하트 (EBS 1TV)
- 세계의 비밀 수호대 번개맨 (EBS 2TV)
- 와우! 동물천하, 애니멀즈, 하하랜드, 오래봐도 예쁘다, 2020 추석특집 아이돌 멍멍 선수권대회, 심장이 뛴다 38.5 (MBC TV)
- TV 동물농장, 어쩌다 마주친 그 개, 펫미픽미, 생활의 달인, 더솔져스, 검은 양 게임 (SBS TV)
- 마리와 나, 그랜드 부다개스트, 우리집 막내극장 (JTBC)
- 기막힌 동물원, 우리집에 해피가 왔다 (MBN)
- 동고동락, 개먼드라마 파트라슈 (TV조선)
- 냐옹은 페이크다, 캣츠 앤 독스, 슬기로운 의사생활, 슬기로운 의사생활 시즌2, 해치지 않아, 해치지 않아 X 스우파, 슈퍼액션 (tvN)
- 펫토리얼리스트 (온스타일)
- 주현미의 러브레터, 송진우의 용감한 라디오, 이각경의 해피타임 4시, 유지원의 밤을 잊은 그대에게 (KBS 2라디오)
- 오늘아침 정지영입니다, 이석훈의 브런치카페, 두시의 데이트, 4시엔 윤도현입니다, 푸른밤 옥상달빛입니다 (MBC FM4U)
- 장일범의 유쾌한 클래식 (월~토요일), 이준형의 비욘드 클래식 (일요일) (cpbc FM)
- 개별방송, 식빵 굽는 고양이, 잘살아보시개, 오 마이 펫, 여자친구! 강아지를 부탁해, 펫 닥터스 (skyPetpark)
- 상상고양이 (MBC 에브리원)
- 달려라 댕댕이 (MBC 에브리원, MBC 스포츠플러스 공동 제작)
- 펫츠고! 댕댕트립 (SBS 플러스)
- 소나무의 펫하우스 (SBS M)
- 라디오 북클럽, 주말하이킥 이윤석입니다 (MBC 표준FM)
- 개밥 주는 남자, 너는 내 운명, 서민갑부 (채널A)
- 천재! 시무라 동물원 (日 NTV)
- 도그 위스퍼러 (美 NGC채널)
- 지옥에서 온 고양이 (美 애니멀 플래닛)
- 개과천선 아메리카 (영국 채널 4, Sky One)